# باربارا کلیولند
باربارا کلیولند (به انگلیسی: Barbara Cleveland) یک مجموعه هنر پرفورمنس معاصر استرالیایی است که عمدتاً در زمین گادیگال در سیدنی، استرالیا کار می‌کند. آثار باربارا کلیولند تاریخچه هنرهای تجسمی و نمایشی را بررسی می‌کند و از نظریه‌های دگرباش و فمینیستی مطلع می‌شود.

## تاریخ
اعضای گروه دایانا بیکر اسمیت، فرانسیس بارت، کیت بلک مور و کلی دولی هستند. این هنرمندان فعالیت مشترک خود را در سال ۲۰۰۵ در حین تحصیل در کالج هنرهای زیبا در دانشگاه نیو ساوت ولز آغاز کردند. از سال ۲۰۱۱، این گروه مجموعه‌ای از کارهای مداوم را تولید کرده‌است که زندگی و میراث باربارا کلیولند را بررسی می‌کند: یک هنرمند نمایشی اسطوره‌ای استرالیایی که در دهه ۱۹۷۰ فعال بود و در سال ۱۹۸۱ ناپدید شد. این گروه قبلاً تحت عنوان «شورای قهوه ای» و سپس «مؤسسه باربارا کلیولند» قبل از انتخاب نام «باربارا کلیولند» در سال ۲۰۱۶ کار می‌کرد.

## اجراها و ارائه‌های منتخب
- بیستمین دوسالانه سیدنی
- دوسالانه آدلاید ۲۰۱۸
- گالری هنری NSW (سیدنی)
- موزه هنرهای معاصر (سیدنی)
- فضای هنری (سیدنی)
- بنیاد هنر تجربی استرالیا (آدلاید)
- فضای اجرا (سیدنی)
- موزه هنر دانشگاه موناش (ملبورن)
- اتاق فیزیک (کرایست چرچ)
- موزه ملی هنر مدرن و معاصر (سئول).[۸]

## مجموعه‌ها
آثار آنها در مجموعه‌های دائمی آرت‌بانک، موزه هنرهای معاصر استرالیا، گالری هنری نیو ساوت ولز، مرکز هنری کمپبل‌تاون، موزه هنر دانشگاه موناش و گالری هنر مدرن، بریزبن.